# Guillaume Le Bas
Guillaume Le Bas est un moine devenu abbé de l'abbaye Notre-Dame de Lyre au XVe siècle.  

## Biographie
Moine de l'abbaye de Jumièges, il est nommé pour succéder à Simon de Monceaux en 1440 comme abbé de Lyre. Il semble que les moines le refusent parce qu'il est favorable aux Anglais. Il ne peut prendre possession de son abbaye qu'avec l'aide de soldats. En 1449, les Anglais sont chassés par le roi de France Charles VII. Guillaume Le Bas se soumet mais subit toujours la fronde de ses moines. Il démissionne en 1463 pour partir à l'abbaye de Fonte Avellana en Italie.  
Il est représenté sur son sceau de forme ogival, comme abbé de Lyre agenouillé dans une alcôve, tenant la crosse, aux pieds de la Vierge.